# 莫斯科國立國際關係學院
莫斯科國立國際關係學院（俄语：Московский государственный институт международных отношений (Университет) МИД России，全稱：俄羅斯外交部莫斯科國立國際關係學院（大學）），成立於1944年10月14日，位於莫斯科，是隸屬於俄羅斯外交部的高等學府。
學院現任校長為阿納托利·瓦西里耶維奇·托爾庫諾夫（Анатолий Васильевич Торкунов，Anatoly Vasilyevich Torkunov），自1992年起擔任此職。目前校園內設有四座宿舍樓，並設置涵蓋國際關係、國際經濟、國際政治、國際法、國際新聞、語言學、管理學、能源政策等多個領域的本科、碩士與博士課程。學院以培養外交官、國際律師、經濟學家及高級翻譯人才聞名。

## 簡介
MGIMO以其語言教育著稱，學生可以學習多達50種語言，包括英語、法語、德語、西班牙語、阿拉伯語、中文、日語、韓語等。學校的語言課程強調實用性和國際交流能力，許多學生畢業後成為外交官、國際組織的專家或跨國公司的領袖。
此外，學院還以其強大的外交學科、國際經濟學、國際關係和國際法的專業而聞名。學校與世界各地的知名大學和國際機構建立了廣泛的合作關係，提供多種交換生和雙學位項目。
MGIMO不僅注重學術成就，還強調學生的全面發展，定期舉辦各種國際會議、模擬聯合國等活動，讓學生在實踐中增強其外交與國際關係的能力。

## 歷任校長

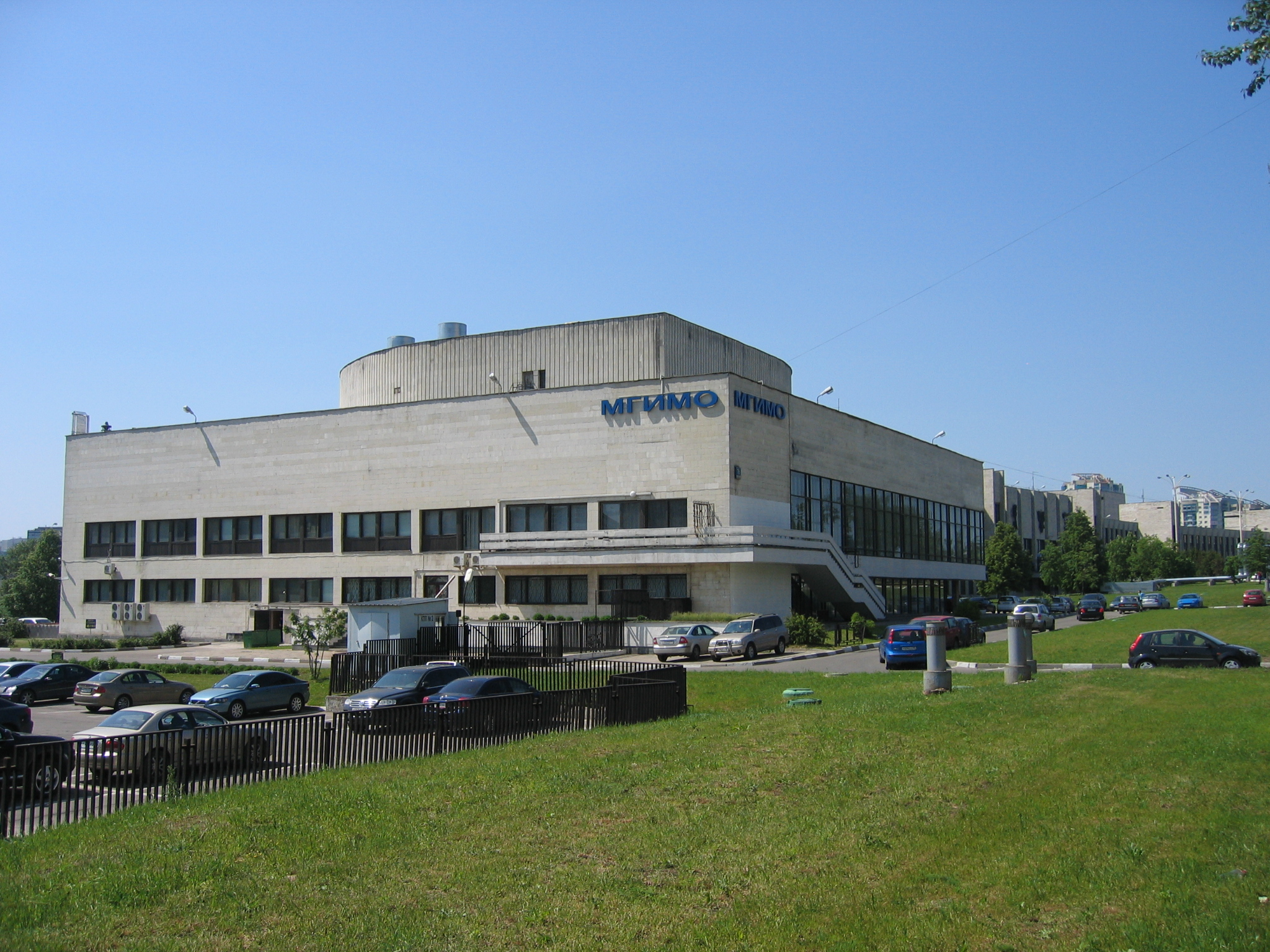
位於Проспект Вернадского的МГИМО校區

- 1944年—1944年 [Удальцов, Иван Дмитриевич] 错误：{{Lang}}：无效参数：|3=（帮助）
- 1944年—1945年 [Степанов, Николай Васильевич] 错误：{{Lang}}：无效参数：|3=（帮助）
- 1945年—1949年 [Францов, Георгий Павлович] 错误：{{Lang}}：无效参数：|3=（帮助）
- 1949年—1952年 [Верещагин, Иван Кузьмич] 错误：{{Lang}}：无效参数：|3=（帮助）
- 1952年—1955年 [Лобанов, Иван Иванович] 错误：{{Lang}}：无效参数：|3=（帮助）
- 1955年—1957年 [Иванов, Михаил Сергеевич] 错误：{{Lang}}：无效参数：|3=（帮助）
- 1958年—1963年 [Рыженко, Федор Данилович] 错误：{{Lang}}：无效参数：|3=（帮助）
- 1963年—1965年 [Кутаков, Леонид Николаевич] 错误：{{Lang}}：无效参数：|3=（帮助）
- 1965年—1968年 [Мирошниченко, Борис Пантелеймонович] 错误：{{Lang}}：无效参数：|3=（帮助）
- 1968年—1971年 [Яковлев, Михаил Данилович] 错误：{{Lang}}：无效参数：|3=（帮助）
- 1971年—1974年 [Солдатов, Александр Алексеевич] 错误：{{Lang}}：无效参数：|3=（帮助）
- 1974年—1985年 [Лебедев, Николай Иванович (дипломат)] 错误：{{Lang}}：无效参数：|3=（帮助）
- 1985年—1990年 [Овинников, Ричард Сергеевич] 错误：{{Lang}}：无效参数：|3=（帮助）
- 1990年—1992年 [Степанов, Андрей Иванович] 错误：{{Lang}}：无效参数：|3=（帮助）
- 1992年— 目前 阿纳托利·托尔库诺夫（俄语：Торкунов, Анатолий Васильевич）

## 知名校友
- 卡西姆若马尔特·托卡耶夫，哈萨克斯坦总统
- 伊利哈姆·阿利耶夫，阿塞拜疆總統
- 基尔桑·伊柳姆日诺夫，俄羅斯富商和政治家
- 安德烈·科济列夫，俄羅斯首任外交部長
- 谢尔盖·拉夫罗夫，現任俄羅斯外交部長
- 谢尔盖·马蒂诺夫，前保加利亞外交部長
- 尤里·莱安克，前任摩爾多瓦總理
- 安德烈·卢卡诺夫，前任保加利亞總理
- 佩特尔·姆拉德诺夫，第一任保加利亞總統
- 然·维德诺夫，前保加利亞總理
- 謝爾蓋·亞斯特任布斯基，前俄羅斯駐歐盟代表
- 弗拉基米尔·弗拉基米罗维奇·科捷尼奥夫，前俄罗斯联邦驻德国大使
- 謝爾蓋·安德烈耶夫，2014年8月26日起担任俄罗斯联邦驻波兰大使
- 安德烈·根纳季耶维奇·卡尔洛夫，2013年7月12日起担任俄罗斯联邦驻土耳其大使
- 伍康寧（俄语：Внуков, Константин Васильевич），前俄羅斯聯邦駐香港總領事、駐韓國大使、駐越南大使
- 鄧明魁，越南外交部副部長
- 連弘宜，台灣國立政治大學國際事務學院院長、前外交系主任

## 外部連結
- 莫斯科國立國際關係學院中國校友會[]
- Official site （页面存档备份，存于）
- Moscow International Model United Nations （页面存档备份，存于）
- Chinese Club of MGIMO[]
- Satellite photo of MGIMO - centered on the Main Entry

55°40′20″N 37°29′13″E / 55.67222°N 37.48694°E